# Hausen am Albis
Hausen am Albis är en ort och kommun i distriktet Affoltern i kantonen Zürich, Schweiz. Kommunen har 3 974 invånare (2023).
I kommunen finns även byn Ebertswil.